# Солов'ївка (зупинний пункт)
Солов'ї́вка — пасажирський залізничний зупинний пункт Знам'янської дирекції Одеської залізниці на електрифікованій лінії Користівка — Яковлівка між станціями Королівка (7 км) та Щаслива (5 км). Найближчий населений пункт — село Щасливе (2,5 км) Олександрійського району Кіровоградської області.

## Історія
Зупинний пункт електрифікований змінним струмом у складі ділянки Знам'янка — П'ятихатки у 1962 році.

## Пасажирське сполучення
На платформі Солов'ївка зупиняються лише приміські електропоїзди у напрямку Знам'янки та П'ятихаток.